# Coelogyne endertii
Coelogyne endertii é uma espécie de orquídea epífita, família Orchidaceae, originária de Kalimantan, em Borneu.